# Эйх, Даниэль
Даниэль Эйх (фр. Daniel Eich; род. 2 апреля 2000, Фрибур) — швейцарский дзюдоист, призёр чемпионата Европы 2022 года в весовой категории до 100 килограммов. Двукратный чемпион Швейцарии по дзюдо 2019 и 2021 годов.

## Спортивная карьера
Даниэль Эйх в 2018 году принял участие в национальном чемпионате Швейцарии и дошёл до финала. Уже через год он праздновал свой первый успех, став чемпионом страны по дзюдо. В 2021 году повторил достижение.
В апреле 2022 года на чемпионате Европы в столице Болгарии, в весовой категории до 100 кг стал бронзовым медалистом турнира. Также в 2022 году на этапе гран-при по дзюдо в Алмаде в Португалии завоевал серебряную медаль.